# 極地

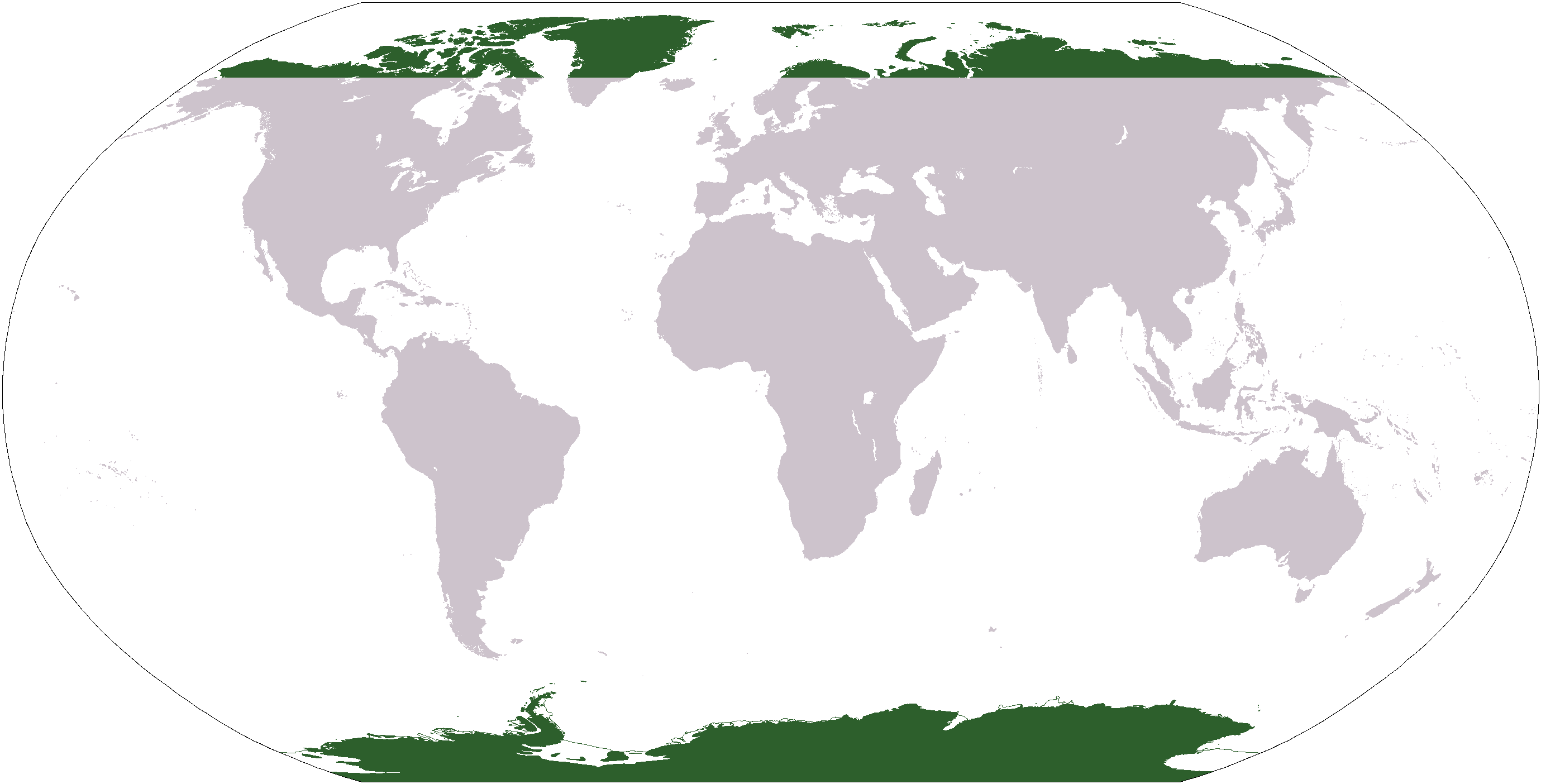
地球的極地範圍（綠色者）

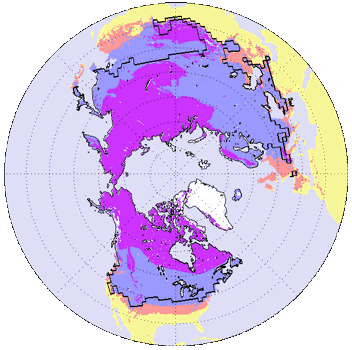
紫色地區為北半球的永久凍土

地球的極地為於地球兩極附近的地區（緯度66.5度到90度）。北極和南極為其中心地；北極的北冰洋和南極的南極大陸皆被大量的冰層包圍。現時位於兩極的海冰正因人為全球暖化而被破壞。

## 北極附近的地區
北極地區有為數不少的定居點。在北極地區擁有領土的國家包括美國（阿拉斯加州）、加拿大、丹麥（格陵蘭島）、挪威和俄羅斯。在北極地區生活的人口和它們所屬的國家都不太相同，而生活在北極地區不同部分的人口更有著不一樣的生活文化。

## 南極和南冰洋
南極區沒有永久居住的居住點。美國的麥克默多站為位於該處最大研究站，其他知名的研究站如美國的帕默站和阿蒙森-史科特南極站，阿根廷的埃斯佩蘭薩基地，紐西蘭的史科特基地和俄羅斯的沃斯托克站。
雖然該地沒有人類的獨特文化，但卻有著複雜的生態系統，特別是南極地區的沿海地區。其沿海的上升流為當地的磷蝦提供大量的養份，而磷蝦則為當地大量的動物提供食物，如企鵝和藍鯨。

## 其他行星的極地

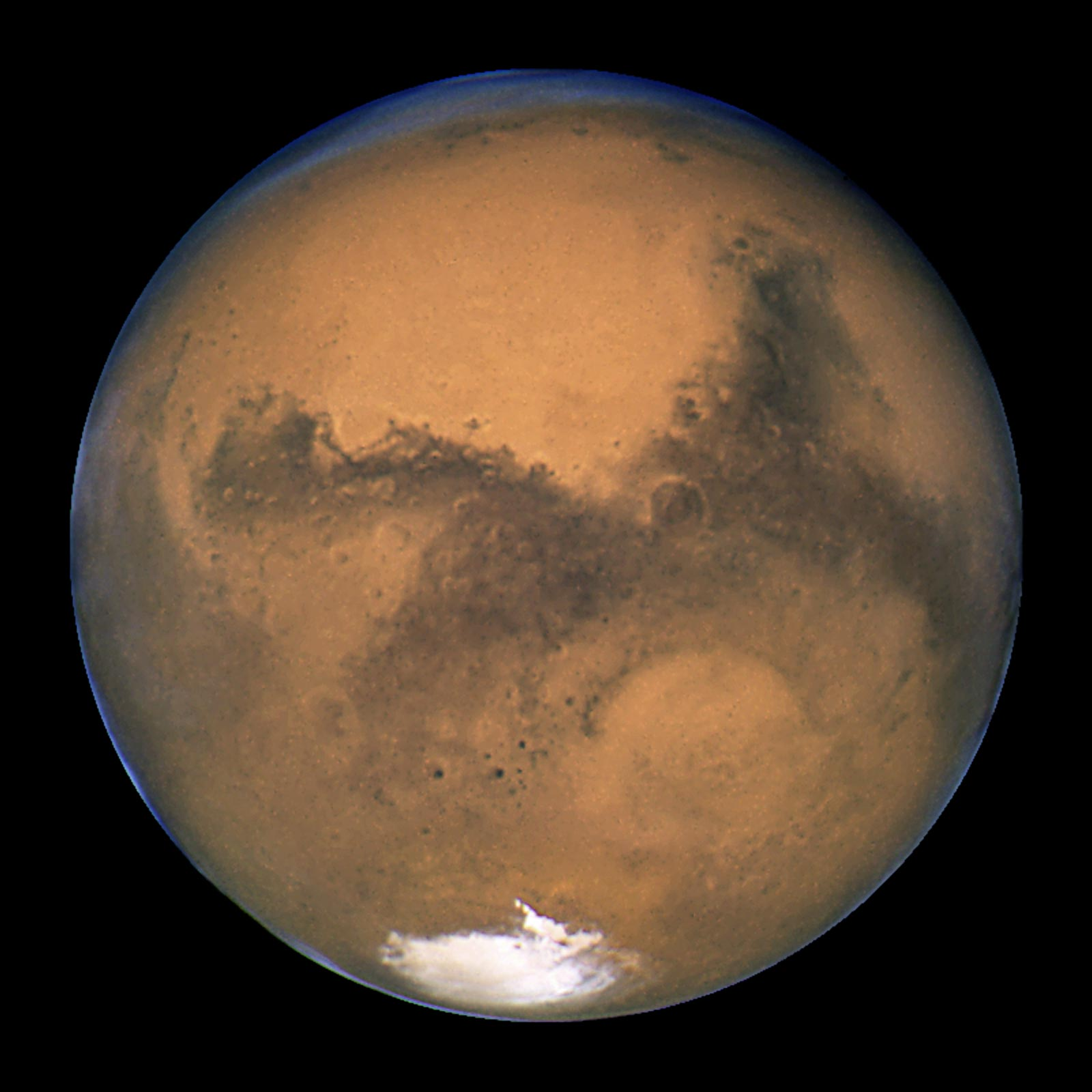
哈伯望遠鏡所攝，可見火星南部的極地

除了地球，其他行星和衛星皆有有別於地球的極地特徵。月球的極地曾被推測擁有不少的冰；由於冰層反射陽光，結果使該地不能被看見。火星則擁有明顯的極地冰層，和地球類似。天王星的極地與上述極地更為不同；由於其97.77°的傾角，其極地則交替地面向太陽。

## 相關連結

### 北極
- 北極地區
- 北極圈
- 北冰洋
- 加拿大北極群島

### 南極
- 兩極
  - 北極點
- 南極點
- 極地低壓
- 極光

## 外部連結
- 中的“Polar regions”
- The Polar Regions （页面存档备份，存于）
- International Polar Foundation （页面存档备份，存于）
- Arctic Environmental Atlas (UNDP)
- Earth's Polar Regions on Windows to the Universe
- Arctic Studies Center, Smithsonian Institution （页面存档备份，存于）
- Scott Polar Research Institute, University of Cambridge （页面存档备份，存于）
- WWF:The Polar Regions （页面存档备份，存于） *World Environment Day 2007 "Melting Ice" image gallery at The Guardian （页面存档备份，存于） *Polar Discovery （页面存档备份，存于）

## 畫廊

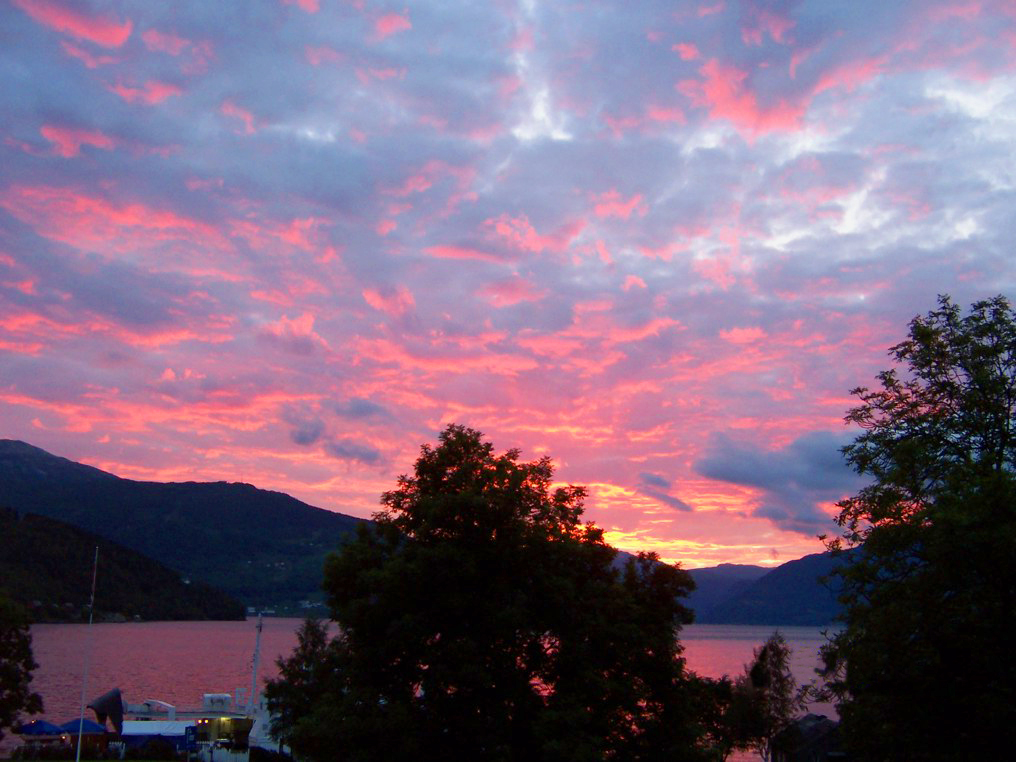
北極地區
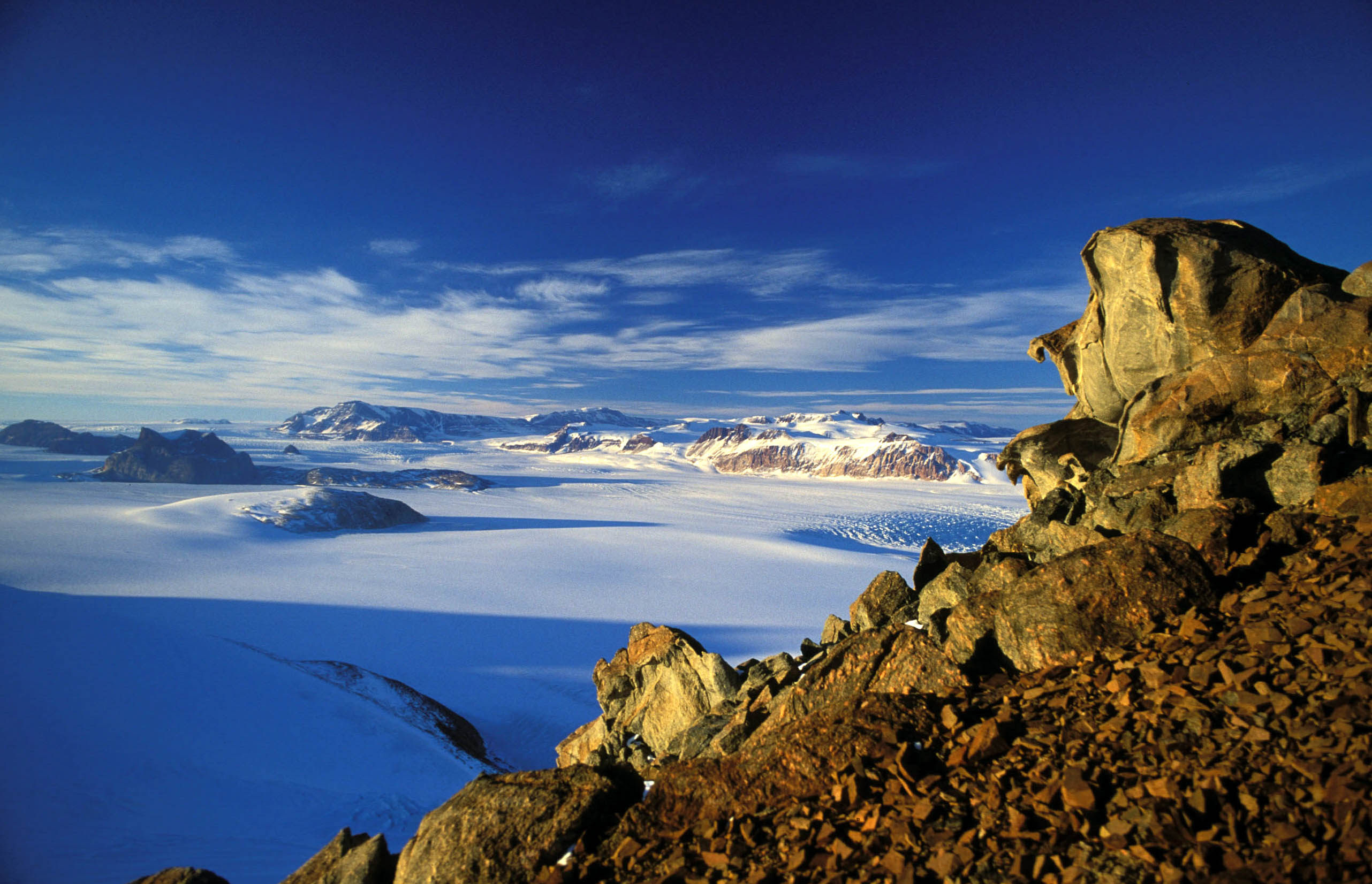
南極洲的山
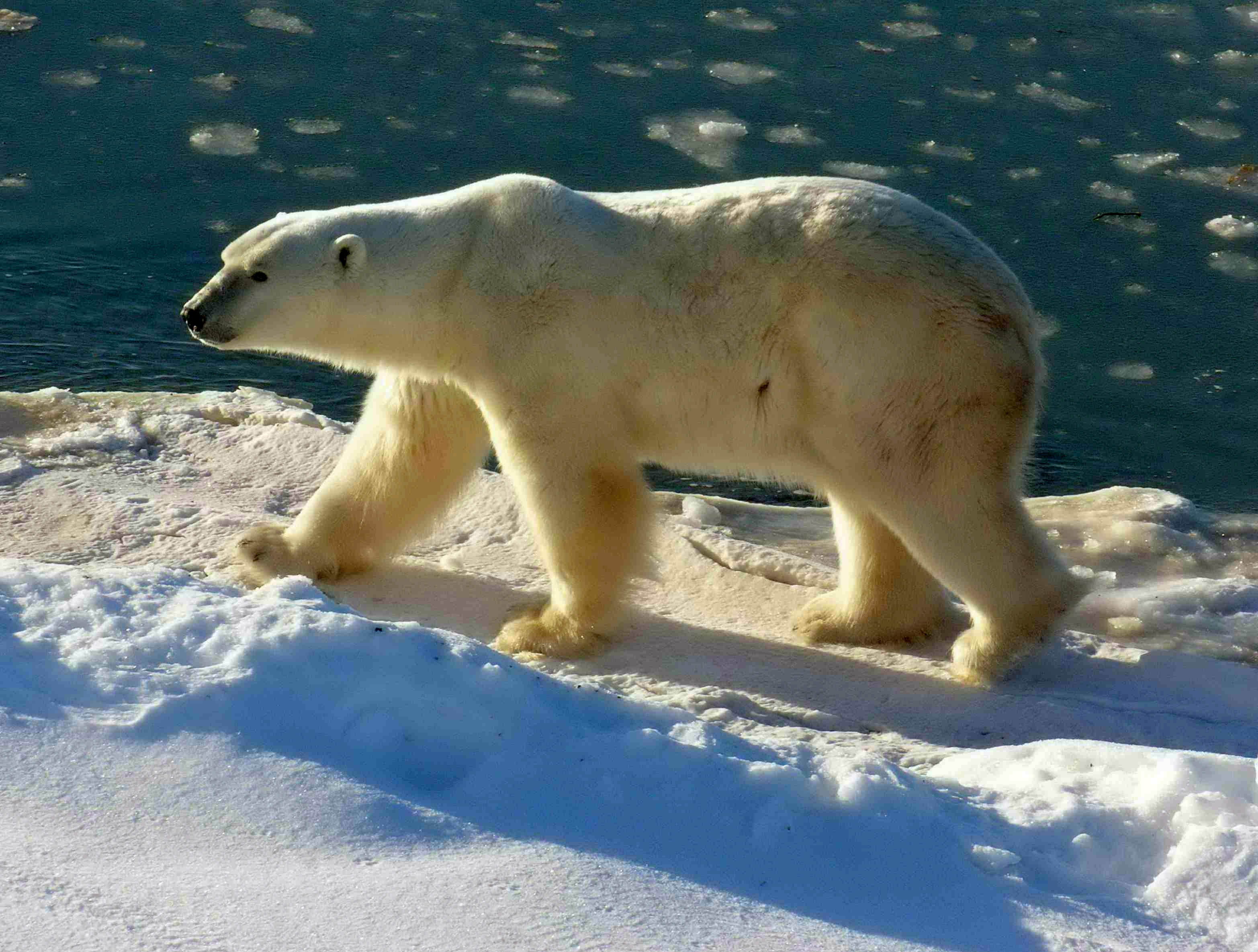
生活於北極地區的北極熊
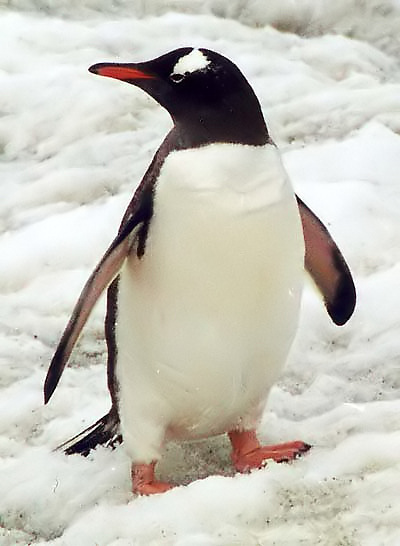
生活於南極的巴布亞企鵝
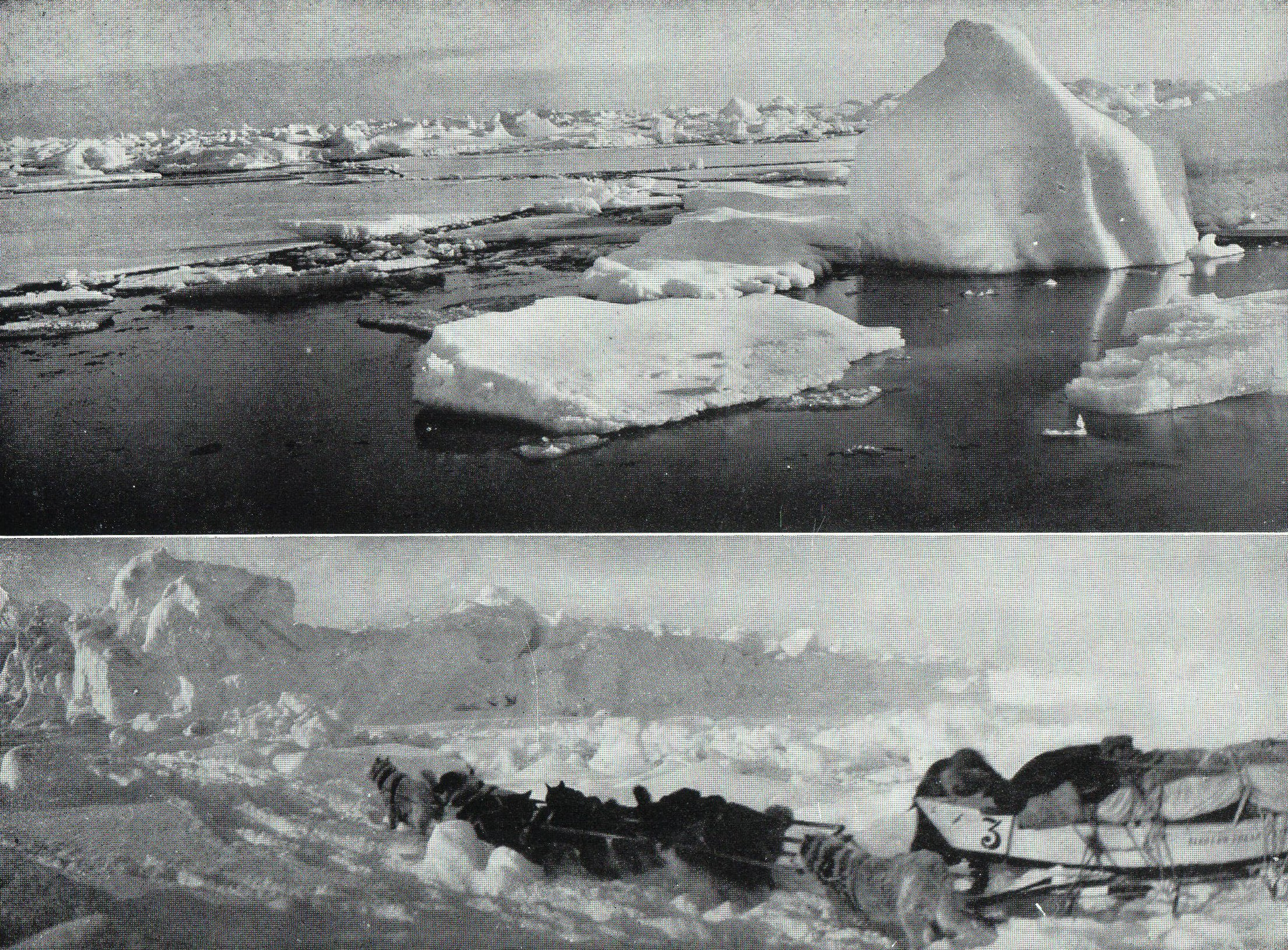
極地一景
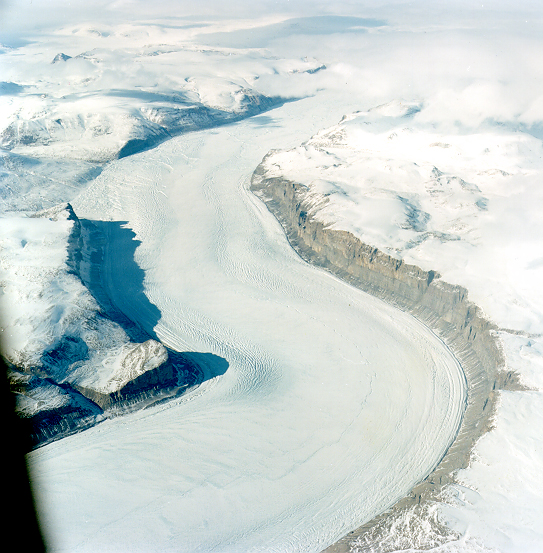
極地冰河
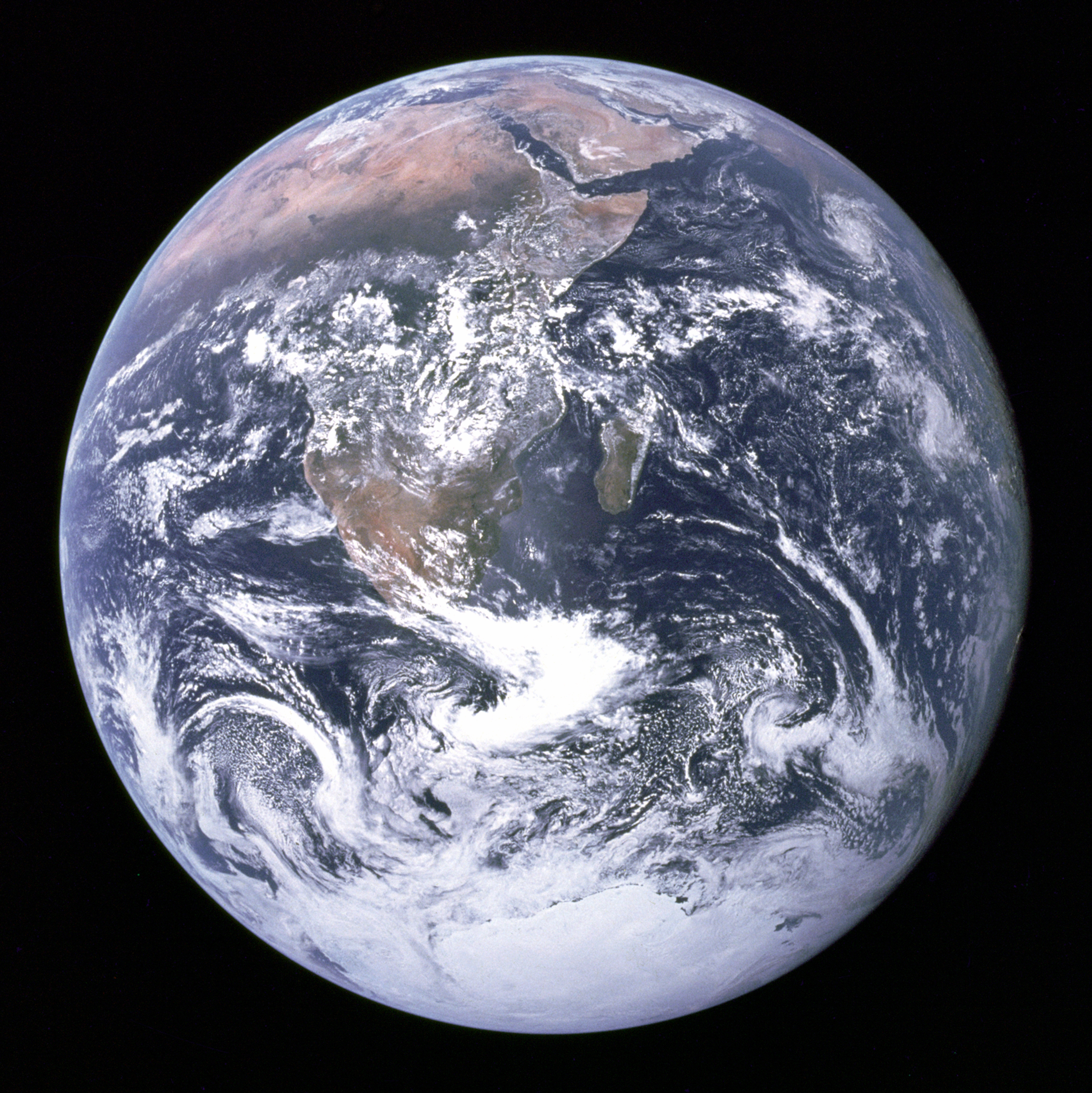
地球的南極清晰可見
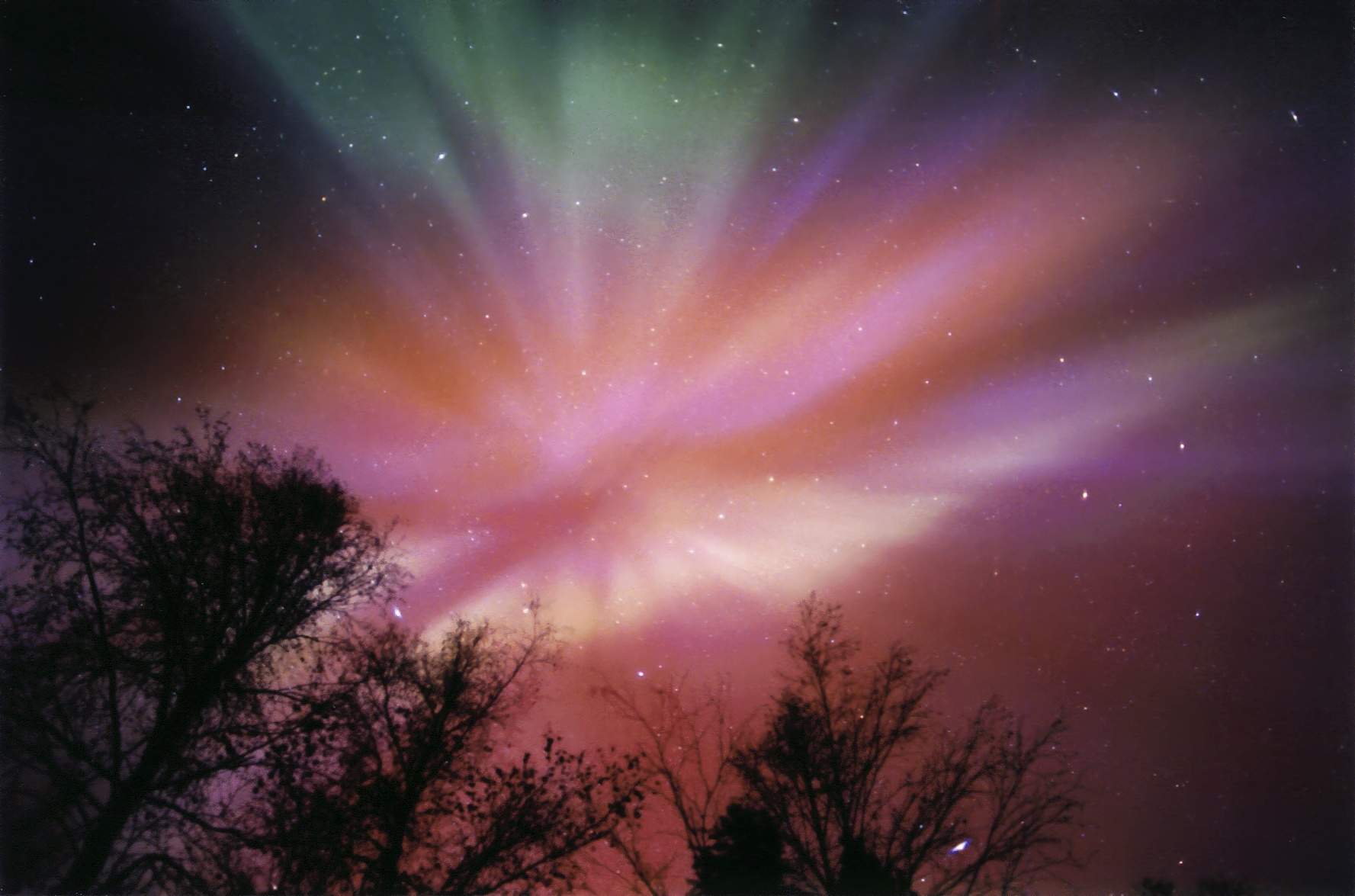
紫色的極光